# Bieke Verlinden
Beatrijs (Bieke) Verlinden (Leuven, 18 februari 1984) is een Belgisch politica voor Vooruit.

## Biografie
Verlinden behaalde een bachelor in de psychologie aan de Katholieke Universiteit Leuven en een bachelor in de rechten en de politieke wetenschappen aan de Katholieke Universiteit Brussel. In 2011 behaalde ze nog een master in de rechten aan de KU Leuven.
Als lid van Animo, de jongerenafdeling van de toenmalige sp.a, werd haar in 2006 gevraagd om te kandideren voor de lokale verkiezingen in Leuven. Verlinden werd verkozen en zetelde zes jaar als gemeenteraadslid. Na de gemeenteraadsverkiezingen van 2012 werd ze begin 2013 onder burgemeester Louis Tobback schepen voor sociale zaken, werk en studentenzaken, hetgeen ze bleef tot in 2018. Sinds januari 2019 is ze onder burgemeester Mohamed Ridouani voorzitter van het Bijzonder comité voor de sociale dienst en schepen van zorg, welzijn en begraafplaatsen, bevoegdheden die ze behield na de verkiezingen van oktober 2024. Daarnaast werd ze voorzitter van Zorg Leuven, de publieke welzijnsvereniging van de stad. Als schepen was kinderopvang een van haar prioriteiten en creëerde ze, gefinancierd door de stad, 120 extra plaatsen in de stedelijke kinderopvang. Ook publiceerde ze verschillende opiniestukken over dit onderwerp op de website van het magazine Knack.
Bij de Vlaamse verkiezingen van 9 juni 2024 was Verlinden lijsttrekker voor Vooruit in de kieskring Vlaams-Brabant en werd ze aldus verkozen in het Vlaams Parlement. Verlinden werd er van 2024 tot 2025 vast en sinds 2025 plaatsvervangend lid in de commissie Economie, Werk, Sociale Economie, Wetenschap en Innovatie, alsook is ze er sinds 2024 plaatsvervangend lid in de commissie Welzijn, Volksgezondheid, Gezin, Armoedebestrijding en Gelijke Kansen en sinds 2025 plaatsvervanger in de commissie Binnenlands Bestuur en Inburgering.